# Frédéric Horthemels

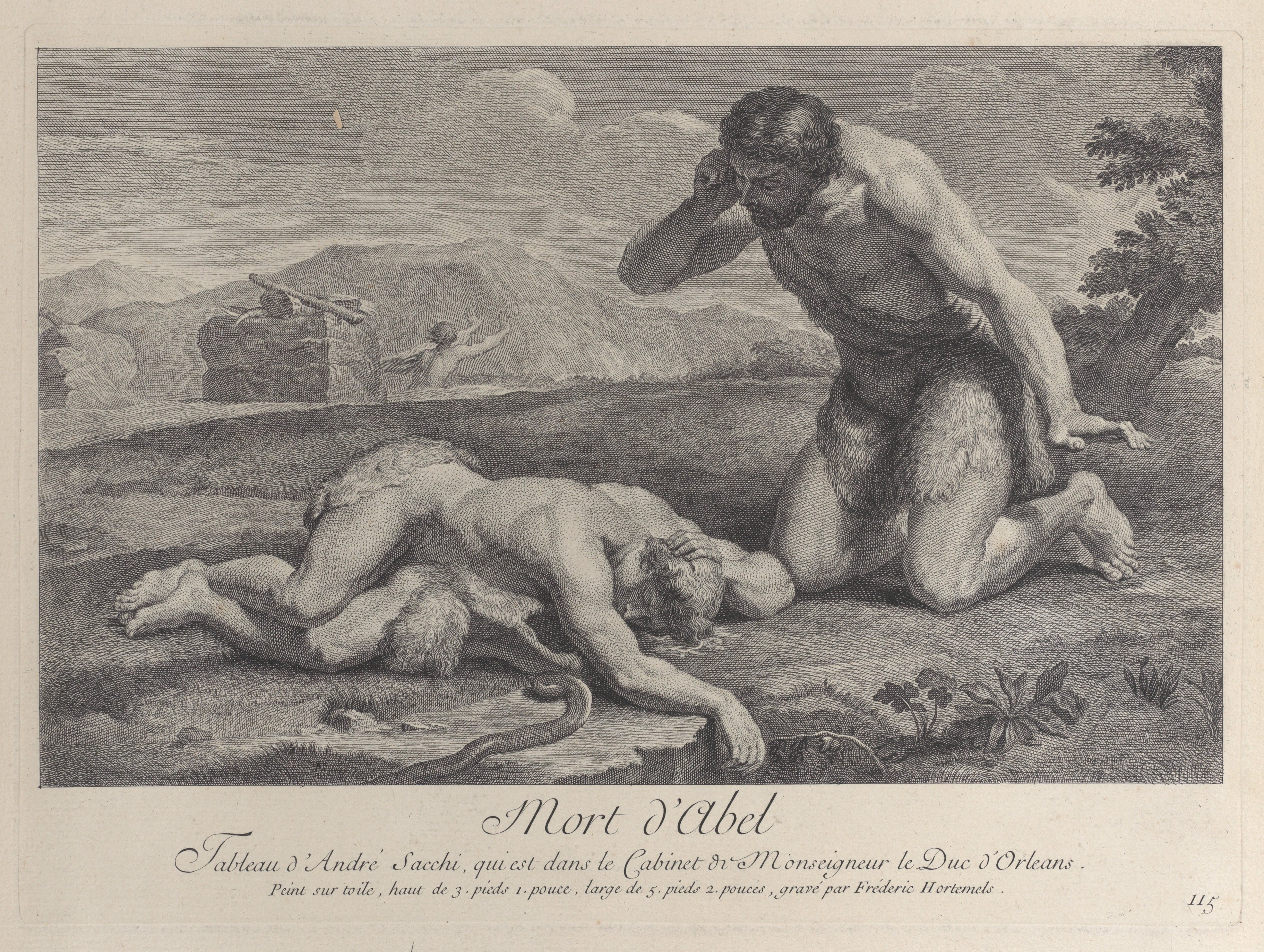
Der Tod Abels (Frédéric Horthemels)

Frédéric Horthemels (* 1688 in Paris; † 4. November 1737 ebenda) war ein französischer Kupferstecher und Radierer.
Horthemels war der, nach der Geburt dreier Töchter, erste Sohn von Daniel Horthemels und Marie-Anne Cellier. Seine drei Schwestern Marie-Anne, Marie-Nicole und Louise-Madeleine waren ebenfalls Kupferstecherinnen. Sein Bruder Denis wurde ebenso wie sein Bruder Daniel II Buchhändler und Verleger.
Über sein Leben ist wenig mehr bekannt, als dass sein Schaffen nie mehr als durchschnittlich war und er, so der Biograph, ohne die Beziehungen seiner Familie heute vergessen wäre. Kurz vor seinem unerwarteten Tod war er in Not geraten und fand im Collège de Cornouailles Unterschlupf. Einige Zeit darauf wurde er in seinem Zimmer des Collège de Cornouailles tot aufgefunden. Er lag auf dem Fliesenboden am Fuße seines Arbeitstisches, das Gesicht zum Fenster gerichtet. Da sein Tod plötzlich kam, wurde eine Untersuchung eingeleitet, das Sterbezimmer verschlossen. Vor Ort fanden sich am 5. November, einen Tag nach Horthemels Tod, sein Bruder und die Ehemänner seiner Schwestern ein. Es wurden keine äußeren Verletzungen attestiert. Ein Zeuge, sein Zimmernachbar, sagte aus, dass Horthemels etwa fünf Wochen dort gewohnt und wenig Umgang gehabt habe. Jedoch sei in der Todesnacht Lärm aus dem Zimmer gedrungen und er habe ihn darauf tot vorgefunden. Ein anderer Zimmernachbar sagte aus, Horthemels habe am Tag vor seinem Tod kränklich erschienen. Die Untersuchung wurde ohne Ergebnis geschlossen.
Blätter von Frédéric Horthemels finden sich heute in vielen Sammlungen, wie die der United States National Library of Medicine, dem British Museum, dem Philadelphia Museum of Art und dem Radierungskabinett der Universitätsbibliothek Warschau.

## Schaffen (Auszug)
- Mort d’Abel nach Andrea Sacchi
- Adoration des Roys nach Paolo Veronese
- La Pentecôte nach Gaudenzio Ferrari
- La Samaritaine nach Benvenuto Tisi Garofalo
- Naissance de Saint Jean, nach Jacopo Tintoretto